# 柏畅城遗址
柏畅城遗址，位于中国河北省邢台市东柏畅村，为邢台市临城县的一个省级文物保护单位，类型为古遗址，公布时间为1993年7月15日。
柏畅城遗址的历史年代为战国、汉。